# Мухлынина
Мухлынина — деревня в Каменском районе Свердловской области России. Входит в Каменский муниципальный округ.
Ранее входила в состав Клевакинского сельсовета Каменского района.

## География

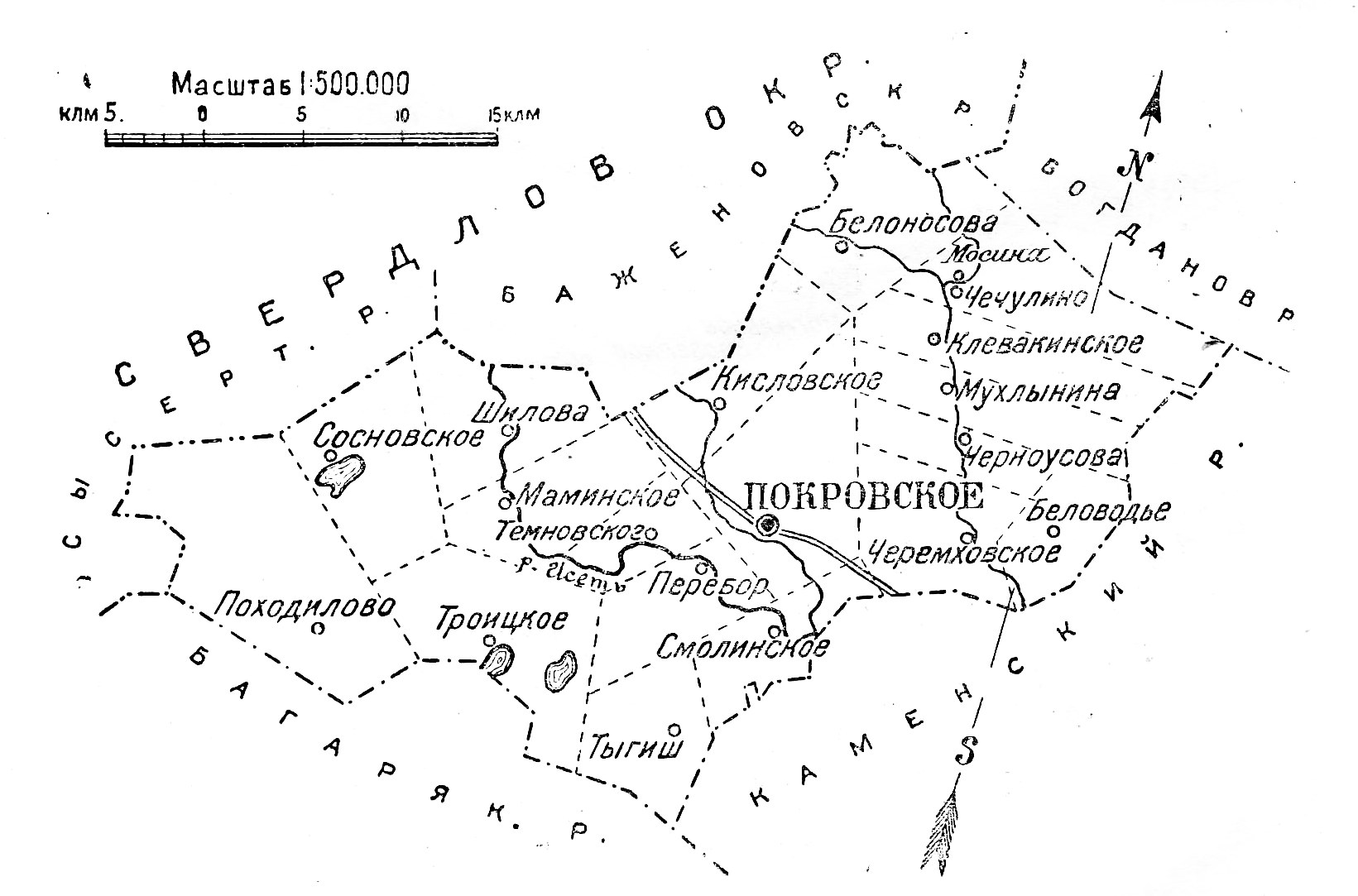
Мухлынина на схеме Покровского района; 1928 год

Деревня Мухлынина расположена в 18 километрах (по автодорогам в 22 километрах) к северо-северо-западу от города Каменска-Уральского, на правом берегу реки Каменки (левого притока Исети). Через деревню проходит автодорога Каменск-Уральский — Богданович. С деревней Мухлыниной соседствуют село Клевакинское (расположено чуть севернее в направлении на Богданович и выше по течению реки Каменки) и деревня Черноусова (расположена чуть южнее в направлении на Каменск-Уральский и ниже по течению реки).

## Население
| 1904 | 1926 | 2002 | 2010 | 2021 |
| ---- | ---- | ---- | ---- | ---- |
| 865  | ↗905 | ↘61  | ↗70  | ↘52  |

Структура
- По данным 1904 года, в деревне было 133 двора с населением 865 человек (мужчин — 419, женщин — 446), все русские, бывшие государственные[7].
- По данным переписи наседения 2002 года, русские составляли 93 % от общего числа жителей[8]. По данным переписи населения 2010 года, в деревне проживали 70 человек — 33 мужчины и 37 женщин[9].